# 长耳刺蕨
长耳刺蕨（学名：Egenolfia bipinnatifida）为实蕨科刺蕨属下的一个种。